# باندوك
باندوك (بالإنجليزية: Pandoc) هو محول مستندات حر ومفتوح المصدر ويستخدم على نطاق واسع كأداة للكتابة (خاصة من قبل الباحثين) وكأساس لنشر مهام سير العمل حيث تم إنشاء البرنامج من قبل أستاذ الفلسفة جون ماكفارلين في جامعة كاليفورنيا بيركلي.